# Храм Фортуны Эквиты
Храм Фортуны Эквиты (лат. Aedes Fortunae Equestris) ― ныне утраченное древнеримское культовое сооружение, посвященное богине Фортуне.
Точное местонахождение храма неизвестно, хотя Витрувий утверждает, что он стоял возле Театра Помпея. После 22 года н. э. сооружение не упоминается ни в каких исторических источниках, и отсюда следует предположение о том, что оно, вероятно, было уничтожено в результате пожара 21 года, который также повредил Театр Помпея.
Храм Фортуны Эквиты был построен консулом Квинтом Фульвием Флакком, который дал обет богине в надежде на её поддержку во время его похода в Испанию в 180 г. до н. э. Ему разрешили пройти с триумфом в Риме за его победу над кельтиберами и он построил храм в память этого события. Эпитет «Эквита» является отсылкой к сословию эквитов (всадников), которые в его время считались наиболее боеспособной частью римской армии. Флакк посвятил храм в 173 году до н. э., когда занимал пост цензора.
По указанию Флакка значительная часть мраморной крыши храма Юноны Лацинии в Кротоне была привезена в Рим для использования в качестве строительного материала нового храма, но этот решение вызвало возмущение со стороны сената, поскольку цензор (ответственный за общественную мораль), не только частично снёс храм, принадлежавший одному из народов-союзников Рима, но также тем самым должен был обрушить гнев богов на римлян. Сенат повелел ему отправить крышу обратно в Кротон и восстановить повреждённый им храм Юноны.